# Javier del Río Alba
Javier Augusto del Río Alba, (Lima, 22 de diciembre de 1957) es un sacerdote diocesano peruano y actual arzobispo metropolitano de Arequipa.

## Biografía
Nació en la ciudad de Lima el 22 de diciembre de 1957. Estudió en el Colegio La Salle de esa ciudad (1963-1973) y cursó la carrera de Derecho en la Pontificia Universidad Católica del Perú (1974–1979). 
El año 1987 ingresó en el Seminario Diocesano Misionero “Redemptoris Mater y Juan Pablo II” del Callao y fue ordenado sacerdote el 22 de noviembre de 1992, por el arzobispo–obispo del Callao S. E. Mons. Ricardo Durand Flórez, S.J.
Es doctor en Teología por la Pontificia Universidad Gregoriana y licenciado en Derecho Canónico por la Universidad Pontificia de Santo Tomás de Aquino (Angelicum), ambas de Roma. Ha escrito libros y diversos artículos en revistas especializadas, así como dictado numerosas conferencias en el Perú y el extranjero. 
En la diócesis del Callao, fue rector del Seminario Diocesano “Corazón de Cristo”, párroco de la Parroquia “María Auxiliadora”, miembro del Consejo Presbiteral y del Colegio de Consultores, vicepresidente del Consejo Pastoral y de Cáritas Callao, coordinador de la Comisión Diocesana de Laicos, vicario general del obispo del Callao, primer rector de la Facultad de Teología “Redemptoris Mater” y presidente de la Fundación “Desarrollo Integral de Nuevo Pachacútec”.
Es actualmente Capellán Mayor de la Comisión para el Perú de la Sagrada Orden Militar Constantiniana de San Jorge.

## Episcopado
El 12 de octubre de 2004, Juan Pablo II lo nombró obispo titular de la diócesis de Phelbes (Egipto) y auxiliar de la diócesis del Callao. Fue ordenado Obispo el 21 de noviembre de 2004 por monseñor Miguel Irizar Campos, C. P., obispo del Callao.
El Papa Benedicto XVI lo nombró arzobispo de Arequipa, de cuya sede tomó posesión el 20 de agosto de 2006. 
Ha servido en diferentes cargos en la Conferencia Episcopal Peruana, fue presidente de la comisión episcopal de Apostolado Laical, vicepresidente de la misma Conferencia Episcopal, miembro del consejo permanente de la misma. En la actualidad es miembro de su Comité Jurídico.
En la Santa Sede, es miembro del consejo de administración de la Fundación Populorum Progressio y del Consejo Internacional para la Catequesis. El Pontificio Consejo para los Laicos lo designó como Obispo Catequista para la XXVI Jornada Mundial de la Juventud realizada en Madrid, en el 2011.
Es miembro de número de la Academia Peruana de Historia Eclesiástica; presidente de Cáritas Arequipa, de la Fundación “Nuestra Señora del Rosario” y de la Fundación “Hospital de Sacerdotes de San Pedro”.

### Posición política
En 2017, el arzobispo aprovechó la presencia del ministro de Cultura en Arequipa, Salvador del Solar, para solicitar que a través de su intermediación el Ministerio de Educación adecue su currículo educativo evitando confusiones relacionadas con la ideología de género.

“Queda prohibido en todo los colegios del Perú introducir la ideología de género, no cuesta nada hacerlo...y queda demostrado que el presidente de la República, y todos ustedes dicen la verdad...es un humilde pedido del pueblo de Arequipa”, dijo Javier del Río.

Sin embargo, el ministro no aceptó el pedido y respondió haciendo un llamado a la tolerancia y a la no discriminación: 

Cuando Jesus dijo amaos los unos a los otros, no quiso decir que nos amemos a los idénticos, sino tengamos un amor sin límites como el Señor de la Amargura. Tengo la impresión de que como sociedad le estamos poniendo la cruz a personas que consideramos que no entran en los moldes de nuestra manera de ver las cosas. Creo que esa reflexión cabe. Vale la pena que reflexionemos y pensemos si tal vez no somos injustos, si juzgamos a personas tan peruanas como nosotros, seguramente tan católicas como nosotros, a las que hoy les ponemos esa cruz.(...)

Semanas después, el arzobispo declaró que el ministro "manipuló" una frase bíblica para sacarla de contexto.

## Reconocimientos
La Pontificia Universidad Gregoriana le otorgó la medalla San Roberto Belarmino. El Ilustre Colegio de Abogados de Arequipa le ha otorgado las medallas de Honor al Mérito Jurídico en los grados del Jurista Arequipeño Toribio Pacheco y del Jurista Arequipeño Francisco García Calderón y Landa, y la Universidad Nacional de San Agustín le ha otorgado la Medalla de Oro.
Ha recibido también la  “Medalla al Mérito Ciudadano” de la Presidencia del Consejo de Ministros, el reconocimiento de “Amigo de los niños, niñas y adolescentes” de la Defensoría del Pueblo, la “Medalla de Oro de la Ciudad” de la Municipalidad Provincial de Arequipa, la Medalla de Oro “Unión por el Perú”, la Medalla de Honor de la Policía Nacional del Perú, de la Asociación Nacional Pro Marina del Perú y de la Gerencia Regional de Educación de Arequipa, entre otras distinciones y reconocimientos.
En el año 2019, el consejo interreligioso del Perú – Religiones por la Paz y La Iglesia De Jesucristo De Los Santos de los Últimos Días, lo condecoraron a con el Premio Valores Familiares 2019, destacando su labor en defensa de los valores familiares.